# Štefan Mikeš
Štefan Mikeš (ur. 25 marca 1965) – słowacki hokeista, trener hokejowy.

## Kariera trenerska
- Grizzly Adams Wolfsburg (1998-2005)
- Dresdner Eislöwen (2006-2007)
- Słowacja U-20 (2007-2011)
- Slovan Bratysława (sezon 2011/2012)
- Ciarko PBS Bank KH Sanok (od 2012)
- Kapfenberg Steelers (sezon 2014/2015)
- HC Hawierzów (2015-2016)
- HC Nové Zámky (2016-2018)

Przez siedem sezonów prowadził niemiecki klub Grizzly Adams Wolfsburg, z którym zdobył mistrzostwo Oberligi Nord w 2001 i awansował do 2. Bundesligi, a w 2004 wygrał te rozgrywki i awansował do DEL.
W latach 2008–2011 prowadził zespół juniorski Słowacja U-20, występujący na specjalnych zasadach w ekstralidze słowackiej. Równolegle kierował reprezentacją do lat 20 na mistrzostwach świata do lat 20: 2008 – 7. miejsce, 2009 – 4. miejsce, 2010 – 8. miejsce, 2011 – 8. miejsce)
Od kwietnia 2011 do 23 stycznia 2012 roku był szkoleniowcem Slovana Bratysława (jego następcą został Dušan Gregor). 12 listopada 2012 został trenerem Ciarko PBS Bank KH Sanok (na tym stanowisku zastąpił swojego rodaka, Milana Staša i pozostawał nim do końca sezonu 2012/2013 Polskiej Ligi Hokejowej. Następnie pracował w sezonie 2014/2015 w klubie Kapfenberg Steelers grającym w rozgrywkach Inter-National-League. W maju 2015 został trenerem czeskiego klubu HC Hawierzów. W drugiej połowie grudnia 2016 został trenerem HC Nové Zámky.

## Sukcesy
Szkoleniowe
- Złoty medal Oberligi Nord: 2001 z Grizzly Adams Wolfsburg
- Awans do 2. Bundesligi: 2001 z Grizzly Adams Wolfsburg
- Złoty medal 2. Bundesligi: 2004 z Grizzly Adams Wolfsburg
- Awans do DEL: 2004 z Grizzly Adams Wolfsburg